# オール・イン・ザ・ファミリー
『オール・イン・ザ・ファミリー』（英語: All in the Family）は、1971年から1979年にアメリカのCBSで9期に分けて放映されていたシチュエーション・コメディのテレビ・シリーズである。放送終了後の1979年から1983年まではスピン・オフ作品として続編となる『アーキー・バンカーズ・プレイス』が4期に分けて放映された。
本作はイギリスのシチュエーション・コメディである『ティル・デス・ドゥ・アス・パート』を元にして、ノーマン・リアとバッド・ヨーキンにより制作された。主演はキャロル・オコナー、ジーン・ステイプルトン、サリー・ストラザース、ロブ・ライナー。
労働者階級の父親と彼の家族を中心に物語が展開する。アメリカのテレビネットワークでのコメディとしては従来不適切とされていた題材を取り扱ったことで、画期的な番組となった。取り扱った題材には人種主義、反ユダヤ主義、不貞、同性愛、女性解放運動、レイプ、宗教、流産、妊娠中絶、乳がん、ベトナム戦争、更年期障害、勃起不全などがある。シチュエーション・コメディにこのような物議をかもすような問題を描いたことで、劇的な場面や現実的で時事的な対立が描きこまれるようになり、最も影響力のあるコメディ番組の1つとなった。
『オール・イン・ザ・ファミリー』はタイム誌の「全期間のテレビ・ショー100選」(All-TIME 100 TV Shows)の1つにも選ばれている。 第1期は視聴が低調であったが、第１期の再放送ではアメリカ合衆国での視聴が好調であった。そして、1971年から1976年まで5年連続でニールセン視聴率で第1位となった。ニールセン視聴率の1位を5年連続で飾るのは全米史上初めてのことであった。 シーズン2の第22話の"Sammy's Visit"はTV Guideの全期間における偉大なエピソード100選の1つに選ばれ、『オール・イン・ザ・ファミリー』自体もTV Guideの全期間のテレビショー50選の1つに選ばれている。2013年には全米脚本家組合は『オール・イン・ザ・ファミリー』をテレビシリーズ史上4番目に優れた脚本と評している。

## 関連文献
- Adler, Richard P., ed (1979). All in the Family: A Critical Appraisal. New York: Praeger. ISBN 0275903265. OCLC 5853047
- Cullen, Jim, 1962–. Those Were the days: Why All in the Family Still Matters. New Brunswick. ISBN 978-1-9788-0577-4. OCLC 1100000865.
- Garner, Joe (2002). Stay Tuned: Television's Unforgettable Moments. Kansas City, Mo.: Andrews McMeel Publishing. ISBN 0-7407-2693-5. OCLC 60671579
- McCrohan, Donna (1988). Archie & Edith, Mike & Gloria: The Tumultuous History of All in the Family. New York: Workman Publishing. ISBN 0-89480-527-4. OCLC 759882713

Moriarty, Jay (2020) HONKY IN THE HOUSE – Writing & Producing The Jeffersons – Mentions AITF episodes, esp. "The Draft Dodger," Good Times, Maude & Working with Norman Lear – Antler Publishing ISBN 978-1-7330795-8-7 (print) 978-1-7330795-9-4 (ebook)